# Pieter Cramer

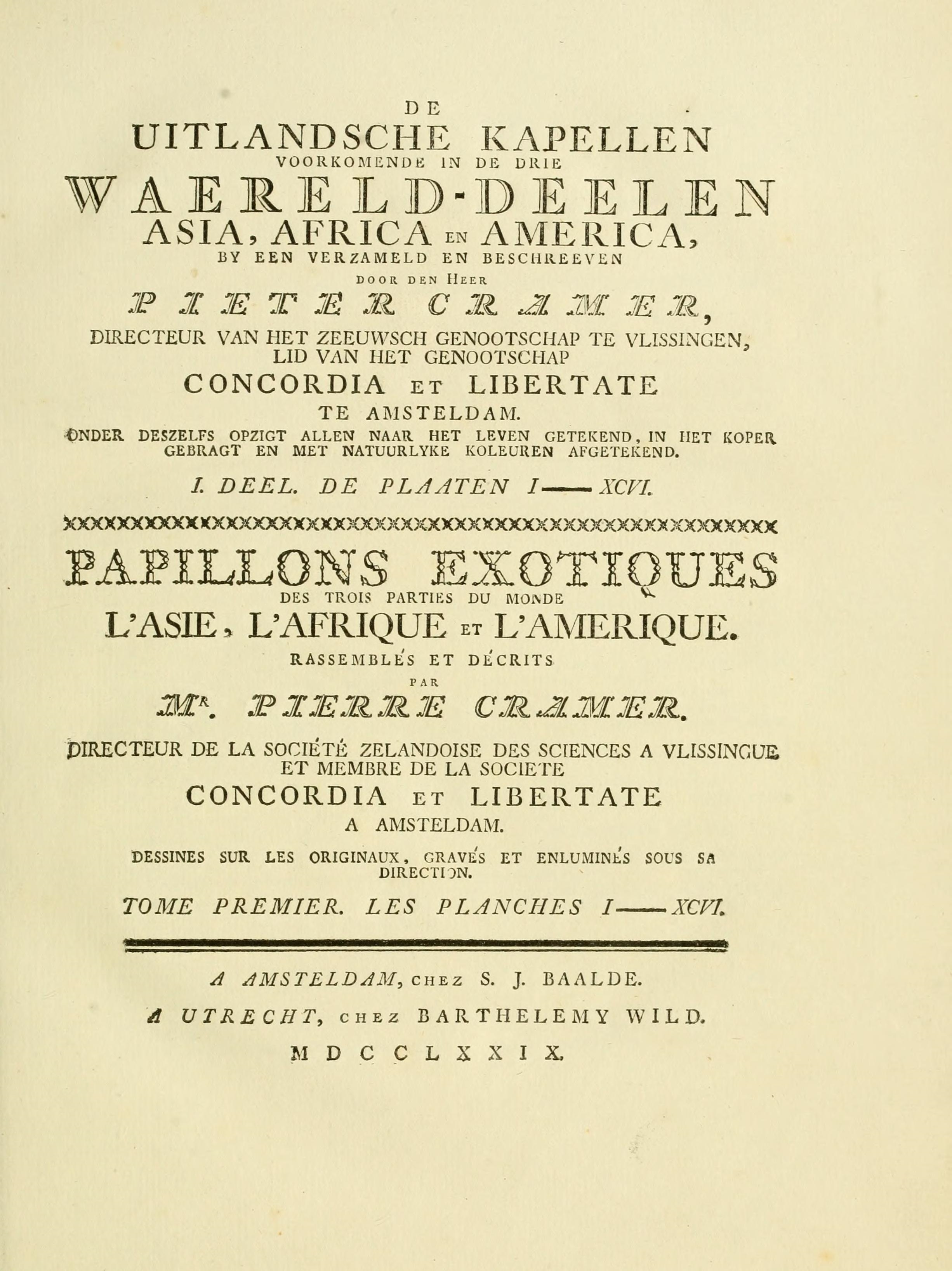
De uitlandsche Kapellen

Pieter Cramer (Batizado em Amsterdã, 21 de maio de 1721 - Amsterdã, 28 de setembro de 1776), era um rico mercador holandês de linho e lã espanhola, mais lembrado como entomologista. Cramer era o diretor da Sociedade da Zelândia, uma sociedade científica localizada em Flushing, e membro da Concordia et Libertate, com sede em Amsterdã. Essa sociedade literária e patriótica, onde Cramer dava palestras sobre minerais, encomendou e / ou financiou a publicação de seu livro De uitlandsche Kapellen, sobre borboletas estrangeiras (exóticas), ocorrendo em três partes do mundo: Ásia, África e América.
Cramer reuniu uma extensa coleção de história natural que incluía conchas, fósseis e insetos de todas as ordens. Havia muitas borboletas e mariposas coloridas, coletadas em países com os quais os holandeses tinham ligações coloniais ou comerciais, como Suriname, Ceilão, Serra Leoa e Índias Orientais Holandesas.
Seguindo o conselho de Caspar Stoll, Cramer passou a publicar. Cramer decidiu obter um registro permanente de sua coleção, assim, ele se aproximou de Gerrit Wartenaar LambertzCramer para desenhar seus espécimes, bem como espécimes pertencentes a outras coleções, como as do príncipe-regente de Orange-Nassau, William V. Hans Willem Baron Rengers e Joan Raye, filho do ex-governador do Suriname, estavam entre os outros. Tal foi a qualidade das ilustrações que Caspar Stoll o encorajou a publicar o conjunto de desenhos.
Cramer, um solteiro, nasceu em Amsterdã e viveu em Oudezijds Voorburgwal no no. 131, perto do Oude Kerk. Em 1760 ele comprou a casa, então conhecida como “Os Três Reis". Em 5 de setembro de 1774, ele fez seu testamento com a estipulação de que os desenhos deveriam estar disponíveis para serem publicados. Assim, todos os desenhos foram para o sobrinho Anthony van Rensselaer, sob a condição de que esses desenhos fossem impressos pelo livreiro Johannes Baalde. Como resultado, De Uitlandsche Kapellen foi publicado entre 1775 e 1782 em capítulos que incluíam geralmente 12 pranchas e o texto acompanhante. Consistia de 34 partes, cada uma emitida em intervalos de três meses para os assinantes, em quatro volumes. Todos os desenhos eram acompanhados por descrições dos insetos.
Cramer morreu "de febre alta" em 1776 depois de oito edições (Vol. I) terem sido publicadas, mas já havia terminado os textos e as placas dos volumes II , III e o início do IV, de modo que essa parte da obra também lhe foi atribuída, deixando a responsabilidade de terminar o projeto para Antoon van Rensselaer e Caspar Stoll. Stoll é supostamente o autor do texto da página 29 do quarto volume em diante.
De “Uitlandsche Kapellen” é um trabalho fundamental na história da entomologia. Lindamente ilustrado com gravuras de Lepidoptera da Ásia, África e América. coloridas em tamanho natural, foi o primeiro livro sobre Lepidopteras exóticos a usar o então novo sistema desenvolvido por Carl Linnaeus (1707–1778) para nomear e classificar animais. Mais de 1658 espécies de borboletas foram descritas e ilustradas em 396 (ou 400) placas,  co  Cramer e Stoll nomeando e ilustrando muitas novas espécies pela primeira vez.
Pranchas do "Borboletas Exóticas da Ásia, África e América"

## Coleções
As coleções de Cramer foram desmanteladas após sua morte e vendidas, leiloadas e doadas a instituições e indivíduos. O  Museu Imperial de História Natural (RMNH), em Leiden, Holanda (Países Baixos), fundiu-se com o Museu Imperial de Geologia e Mineralogia (RGM) para formar o Museu Nacional de História Natural (NNM) e, posteriormente, juntou-se ao Museu Zoológico da Universidade de Amsterdam (ZMA) e ao Herbário Nacional dos Países Baixos para formar o Centro para a Biodiversidade dos Países Baixos (NCB Naturalis) (Nederlands Centrum voor Biodiversiteit - Naturalis), que possui um número substancial de seus espécimes, e que comprou parte da coleção de Cramer de Joan Raye van Breukelerwaard, e é atualmente um dos cinco maiores museus de História Natural do mundo.